# أولاد الحلال (مسلسل مصري)
أولاد الحلال، مسلسل درامي مصري، أخرجه حسين عمارة، وهو من بطولة فاروق الفيشاوي ومحمود الجندي وآخرين. تدور أحداث المسلسل في إطار من الدراما الاجتماعية، حول أسرة بسيطة يكافح فيها الأخ الأكبر علي (فاروق الفيشاوي)، الذي يعمل سائق سيارات للوصول بأشقائه إلى بر الأمان، برغم المصاعب الحياتية والتحديات التي تواجهه.

## طاقم العمل
- فاروق الفيشاوي
- بثينة رشوان
- محمود الجندي
- حسن مصطفى
- نرمين ماهر
- سماح غنيم
- شريهان شرابي
- طه بشير
- وائل علاء
- نادية عزت
- سماح السعيد
- صبري عبدالمنعم
- عبدالمنعم المرصفي
- عمرو يسري
- عفاف حمدي
- نهى إسماعيل
- عثمان محمد علي
- حسن عبدالفتاح
- شمس
- أشرف طلبه
- صفاء جلال
- عواطف حلمي
- عبدالرحيم حسن
- حاب الجمل
- لمياء الأمير
- جلال عبدالقادر
- جمال يوسف
- الاء نور
- محمود الحفناوي
- رانيا مسعد
- خالد العيسوى
- احمد الطماني
- دعاء ناجي
- نادية العراقية
- كمال عطية
- محمد صلاح
- بركات زكي
- حسن شبل
- نعمات عبدالناصر
- محمد رزق
- شريف أحمد سمير
- ياسمين فايق
- وفاء حمدي
- مصطفى البراء
- صافي شاهين
- هيثم عبود
- حبيبة حاتم
- علي حاتم
- إنعام سالوسة